# Nöbbele BK
Nöbbele Bollklubb är en fotbollsförening i Värends Nöbbele i Växjö kommun. Klubben grundades 1927 och spelar sina hemmamatcher på Värnövallen.